# Slowakisches Warmblut
Das Slowakische Warmblut ist eine Sportpferderasse.
Hintergrundinformationen zur Pferdebewertung und -zucht finden sich unter: Exterieur, Interieur und Pferdezucht.

## Exterieur
Das slowakische Warmblut hat meist einen Ramskopf, seltener einen Hechtkopf. Es hat schlanke Beine, eine schräge Kruppe, einen hoch angesetzten Schweif, hohen Widerrist und Halsansatz, sowie weiche raumgreifende Gänge.

## Interieur
Die Slowaken sind sehr anhängliche und charaktervolle Tiere. Wenn man das Vertrauen zu den Tieren gewinnt ist ein Freund fürs Leben sicher. Sie haben viel Blut und sind leicht nervös und schreckhaft. Sie eignen sich für Vielseitigkeit, Springen, Dressur und mitunter auch fürs Westernreiten.

## Zuchtgeschichte
Die Zucht ist stark von Trakehnern und anderen deutschen Rassen beeinflusst. Die meisten Slowaken besitzen einen Vollblut Anteil von über 60 %.